# سلومون آش
سلومون آش (بالبولندية: Solomon Asch) (14 سبتمبر 1907 - 20 فبراير 1996) كان طبيب علم نفس غشطالتي ورائدًا في علم النفس الاجتماعي في الولايات المتحدة الأميركية. له أعمال مرجعية في مواضيع تشكيل الانطباع، اقتراح الهيبة، والمطابقة، والكثير من المواضيع الأخرى في علم النفس الاجتماعي. يتبع عمله الرؤية العامة في علم النفس الجشطالتي إن «الكل» ليس فقط أكبر من أجزائه المكونة فحسب، بل إن طبيعة الكل تغيّر طبائع الأجزاء. يذكر آش: «معظم الأعمال الاجتماعية يجب أن تكون مفهومه في محيطها، وتفقد معناها إذا انعزلت. لايوجد خطأ حول التفكير في الحقائق الاجتماعية أخطر من عدم معرفة مكانها وظيفتها». آش معروف لتجاربه عن الامتثال، والتي أظهرت تأثير ضغط المجموعة على الآراء. صنفتهُ مقالة في ريفيو أوف جنرال سايكولوجي واحدًا من أهم عُلماء النفس في القرن العشرين.

## النشأة
ولد آش في وارسو، بولندا يوم 14 سبتمبر 1907 لعائلة يهودية بولندية. نشأ وترعرع في بلدة صغيرة وسط بولندا تدعى «لوفيسز». في عام 1920 هاجر آش وهو في سن الثالثة عشرة مع عائلته إلى الولايات المتحدة. حيث عاشوا في الجنوب الشرقي لمدينة نيويورك، وهي منطقة كثيفة العدد من المُهاجرين اليهود والإيطاليين والايرلنديين.
في نيويورك حَيثُ التقى بفتاة تُدعى «فلورنس ميلر» التي تزوجها عام 1930م، وقد أنجبا طفلهما الوحيد «بيتر» في عام 1937م، هذا الأخير (الابن: بيتر) الذي أصبح فيم بعد أستاذاً للاقتصاد في جامعة «روتجرز» الأمريكية.

## التعليم
كان آش خجولًا عندما انتقل إلى الولايات المتحدة ولا يتحدث اللغة الإنجليزية بطلاقة.ذهب إلى مدرسة الحي العامة، ملاحظة، 147، لحضور الصف السادس.ونتيجة لمشكلة اللغة، كان اش يفهم بصعوبة في اثناء الدروس. وقال انه تعلم الإنجليزية من خلال قراءة كتابات وأعمال تشارلز ديكنز.حضر آش في وقت لاحق تاونسند هاريس مدرسة ثانوية، مدرسة ثانوية انتقائية جدًا مُرتبطة بكلية مدينة نيويورك.
بعد المدرسة الثانوية، درس في كلية مدينة نيويورك، وتخصص في كل من الأدب والعلم.أصبح مُهتمًا في علم النفس في نهاية مسيرته الجامعية بعد قراءة أعمال وليام جيمس وعدد قليل من الفلاسفة في عام 1928، عندما كان عمره 21 عامًا، حصل على شهادة البكالوريوس في العلوم.ذهب آش إلى متابعة الدراسات العُليا درجة في جامعة كولومبيا.كان في البداية ليس مُهتمًا جدًا في علم النفس الاجتماعي، لكنه كان مهتم في الأنثروبولوجيا.معَ مُسَاعَدة من غاردنر ميرفي، لويس ميرفي، فرانز بواس، وروث بنديكت للحصول على زمالة الصيف، وقال انه التحقيق كيف أصبح الأطفال أعضاء ثقافتهم.وكانت رسالتهُ العلمية في الماجستير التحليل الإحصائي لنتائج الاختبار من 200 طفل تحت إشراف ودورث. تلقى آش على درجة الماجستير في عام 1930.تتناول رسالته الدكتوراه ما إذا كانت جميع منحنيات التعلم هُما نفس الشكل. سعادة.
عين غاريت الموضوع له. حصل على درجة الدكتوراه في عام 1932. تعرض آش إلى علم النفس الجشطالت من خلال غاردنر ميرفي، ثُمَ عضوًا في هيئة التدريس الشباب في كولومبيا. أصبح أكثر اهتمامًا في علم النفس الجشطالت بعد لقائه والعمل بشكل وثيق مع مُستشاره في كولومبيا ماكس يرثيمر.واحد من مؤسسي علم النفس الجشطالت أصبحَ في وقت لاحق صديق مقرب مع يرثيمر.
حياة العايله
التقى آش فلورنسا ميلر في مكتبة على لشرق برودواي على الجانب الشرقي الأدنى في مدينة نيويورك.تزوجها عام.1930
ذُكرت علاقتهم بأنها مُريحة وحسن العشرة.بقي آش متزوج من فلورنسا لبقيةِ حياته كُلها. كانوا يملكون الابن الأول والوحيد، بيتر، في عام 1937.أصبح بيتر آش أستاذ الاقتصاد في جامعة روتجرز، تزوج روث زيندلير ورزقوا بابنان، اريك وديفيد. بيتر توفي نتيجة أزمة قلبية في سن 52 ماتَ قبلَ والديه وزوجته.

## المهنة
بدأ اش حياتهُ المهنية بالتدريس في كلية بروكلين. في عام 1947، انتقل إلى كلية سوارثمور، حيث مكث لمدة 19 عاما (1947-1966). كان سوارثمور المركز الرئيس لعلماء علم النفس الجشطالت في ذلك الوقت في الولايات المتحدة. فولفغانغ كولر، وهو مهاجر ألماني، شاب متمرن.هانز والأش أعضاء هيئة التدريس في ذلك الوقت أيضًا.

## تشكيل انطباع
كان آش مهتم في كيفية تشكيل انطباعات البشر عن بعضهم البعض. كان فضولي بكيفيه ان نحن قادرون بسهوله على تشكيل انطباعات البشر رغم ان لدينا مثل هذه الهياكل المعقدة. كان على وجه التحديد مهتم في كيفية أنشاء انطباعات الناس الآخرين، وإذا كان هناك أي المبادئ التي تنظم هذه الانطباعات. اختتم آش «لمعرفة الشخص هو الحصول على فهم هيكل معين». برهن من خلال تجاربه أن تشكيل الانطباع لديه العناصر التالية:
عملية منظمة:
2) المميزات تفهم بشكل مختلف فيما يتعلق بالمميزات الأخرى.
3) تم اكتشاف الصفات المركزية، مما تسبب في التمييز بينها وبين الصفات الطرفية.
4) لوحظ علاقات الانسجام والتناقض.
أجرى آش العديد من التجارب والذي طلب من المشاركين لتشكيل انطباع شخص مفترض بناء على عدة خصائص قيلت ملكا لهم
تعرضت الصفات الرئيسية من تشكيل الانطباع في تجربة واحدة، مجموعتين (أ)و (ب)، كانت عرضت لقائمه بالضبط نفس الخصائص ماعدا واحده، البارد مقابل الحنون. القائيمه للخصائص المعطاة لكل مجموعه ترد أدناه
المجموعة الأولى: ذكي، ماهر-حنون كادح- محدد-عملي-حذر
المجموعة الثانية: ذكي، ماهر-بارد كادح - محدده-عملي-حذر
مجموعة واحدة من الناس قالوا أن الشخص كان«حنون» ومجموعة أخرى من الناس قالوا ان الشخص «بارد». وطلب من المشاركين أن يكتبوا وصفا موجزا للانطباع أنهم تشكلت بعد سماع هذه الخصائص.
التجارب أنتجت أيضا المرجعية التي تتكون من أزواج من الصفات العكسيه، مثل السخاء / البخل، الداهية / الحكمة، الخ..
تتعلق هذه الكلمات لأول قائمة من الخصائص الذين سمعوها. طلب من المشاركين للإشارة إلى أي من هذه الصفات المتطابقة مع الشخص الافتراضي الذي تم للتو وصفها لهم.
وجد آش أنه تم العثور على انطباعات مختلفة جدا بناء على هذه الخاصية الوحيده في القائمة.
بشكل عام، كانت الانطباعات «أ» أكثر إيجابية من الانطباعات «ب».
وبناء على نتائج الاوصاف المكتوبة للشخص المفترض، المعنى من الخصائص الأخرى في القائمة بدت بالتغيير، تتعلق بما إذا كان وصف الشخص الافتراضي ك «الحنون» أو الشخص «البارد»
ليست كل الانواع تغيرت بواسطه هالكلمه. كلمات مثل «صادق»، «قوي»، «خطيرة»، و«موثوق به» لم تتأثر.الكلمات «الحنون» و«البارد» عرضت لتكون أكثر أهمية في تشكيل انطباعات المشاركين من الخصائص الأخرى.واعتبروا أن تكون أساسية لفهم شخص، في حين سينظر للخصائص الأخرى باعتبار انها ثانويه.وهكذا، تم تغيير خاصية أخرى في هذه القائمة بين موضوعين، مثل التلاعب في الكلمات «مهذب» و«فظ»، بدلا من عبارة «الحنون» و«البارد»، فإنه لن يؤثر على انطباع الشخص بقدر ما فعل «الحنون» و«البارد». سمى آش «الحنون» و«البارد» بالخصائص الرئيسيه و«مهذب» و«فظ» بالخصائص الطرفية.

## آثار النظام على تشكيل الانطباع
في تجربة أخرى، وجدت آش أن ترتيب الصفات الذي قدمه من الشخص الافتراضي أثرت جذريا بالانطباع الذي شكل من قبل تشكيل المشاركين.
A. ذكي-كادح-متهور- انتقادي-عنيد-حسود
B. حسود-عنيد -انتقادي -متهور -كادح-ذكي
سلسلة «أ» تبدأ مع الصفات المرغوب فيها وتنتهي مع الصفات غير المرغوب فيها، في حين أن العكس صحيح لسلسلة «ب».
ونتيجة لهذا الاختلاف القليل، الناس ينظرون للشخص الذي هو "شخص قادر الذي يملك بعض العيوب التي لا يفعلها، ومع ذلك، يلقي بظلالها على التطبع.
ولكن، الناس ينظرون للشخص«ب» كمشكلة«، الذين تكون قدراتهم عايق بصعوبات خطيرة». المعنى بعبارة أخرى في هذه القائمة أيضا تغيير في الأغلبية في معظم المواضيع بين القائمة «أ» والقائمة «باء» الكلمات مثل «متهور» و«منتقد» تأخذ على معنى إيجابي مع «أ»، ولكن معنى سلبي مع «ب».